# Осгорстранн

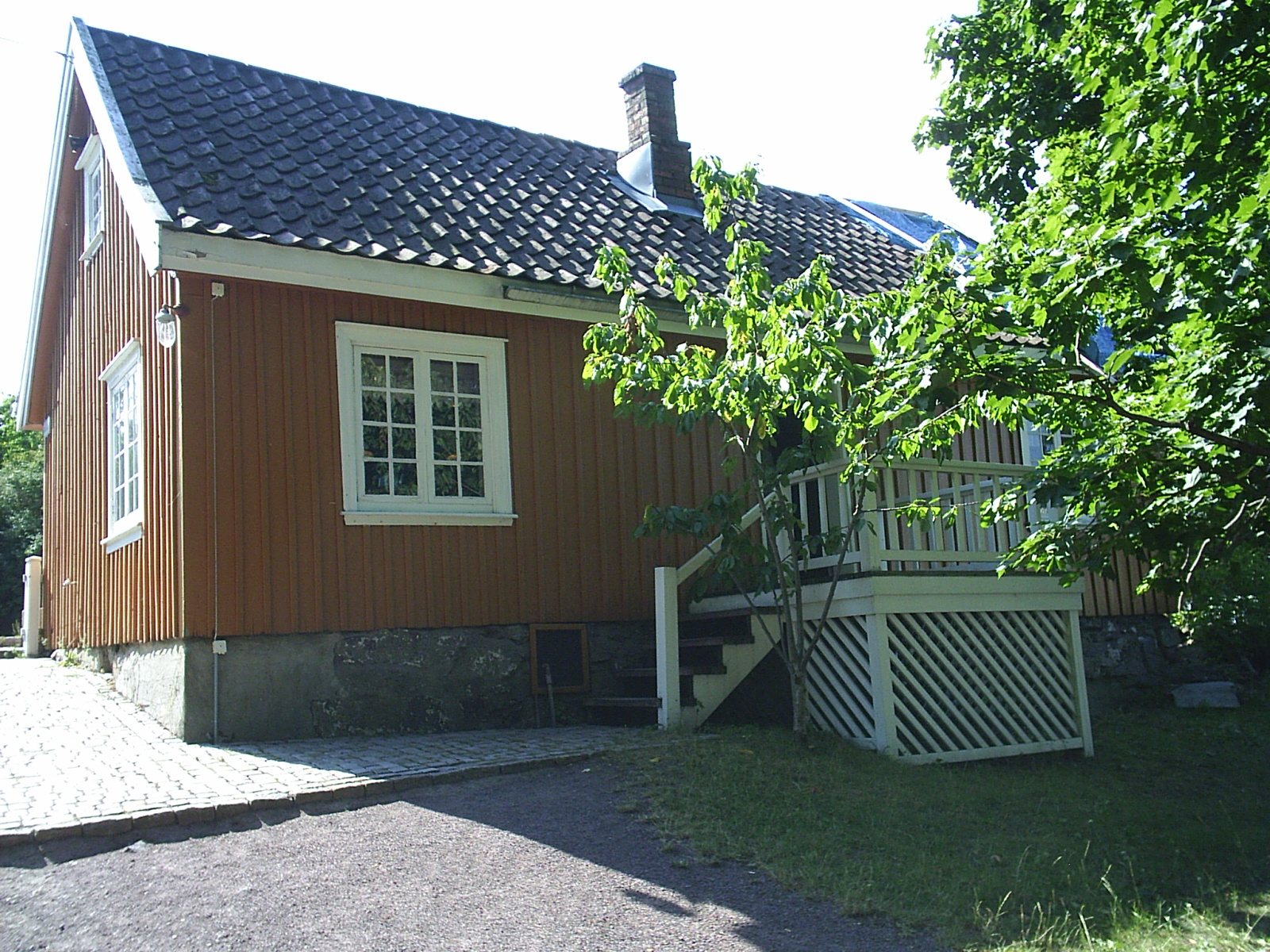
Дом-музей Э.Мунка

Осгорстранн (норв. Åsgårdstrand) — город в Вестфоле, Норвегия. Город находится в 10 км южнее Хортена, в 10 км севернее Тёнсберга и в 100 км южнее Осло на западном берегу Осло-фьорда.
Среди известных жителей Эдвард Мунк. В Осгорстранне есть его дом музей, где он проводил лето с 1899 по 1944 года.
Другие жители города и люди связанные с Осгорстранном:
- Пер Лассон Крог (норв. Per Lasson Krohg, 1889—1965) — норвежский художник.
- Фриц Таулов (норв. Frits Thaulow, 1847—1906) — норвежский художник-пейзажист, часто изображавший Осгорстранн.
- Ханс Хейердал (норв. Hans Heyerdahl, 1857—1913) — норвежский художник.
- Отилия Паулина Кристина Крог, (норв. Othilia Pauline Christine Lasson, 1860—1935) — норвежская художница.
- Людвиг Карстен (норв. Ludvig Karsten, 1876—1926) — норвежский художник.